# 忍者之印
《忍者之印》（又译作）是一款由Klei Entertainment开发、微软游戏工作室发行的2D橫向捲軸隐蔽类电子游戏。游戏于2012年9月7日通过Xbox Live Arcade发行于Xbox 360平台。Windows版本发行于2012年10月16日。畫質強化版《忍者之印 Remastered》在2018年10月9日於PlayStation 4、Xbox One、任天堂Switch、PC平台發售，同時支援簡體中文字幕。游戏故事讲述了一个在现代的无名忍者，并以古代忍者传统和现代技术之间的冲突为主题。游戏过场动画使用了星期六早晨动画片的渲染风格。
游戏受到了媒体一致的好评，评论汇总网站GameRankings和Metacritic的汇总得分都为90%，同时游戏还得到了4个媒体的满分评价。评论称赞了游戏的视觉和声音效果。